# 서울뷰티허브

서울뷰티허브와 관련하여 뷰티제품선정이 된 제품들에 한하여 사용이 가능합니다.

서울뷰티허브(Seoul Beauty Hub)는 서울특별시가 동대문디자인플라자(DDP) 패션몰 3층에 개소한 K-뷰티 기업 지원 통합 플랫폼이다. 디자인, 유통, 수출 등 전 과정을 원스톱으로 지원하며, 매년 100개 내외의 중소 뷰티기업을 선정하여 글로벌 진출을 돕는다.<ref>서울시 뉴스, cosinkorea.com</ref><ref>STV뉴스</ref>

## 주요 기능
- 글로벌 마케팅 지원 : 국가별 인증 컨설팅, 통관 절차, 수출 전략 프로그램 제공
- 비즈니스 라운지 : 제품 전시·체험존 운영, 온·오프라인 수출상담회, 바이어·인플루언서 매칭
- 콘텐츠 제작 지원 : 라이브커머스 스튜디오, AI 영상 편집, 인플루언서 협업 콘텐츠 제작
- 패키징·디자인 지원 : 용기·라벨 디자인 컨설팅, 글로벌 트렌드 반영 패키지 제작

## 운영 및 모집
- 운영 시간 : 평일 10:00~20:00 (사전 예약 필수)
- 모집 대상 : 서울 소재 중소 뷰티기업 (화장품, 뷰티테크 등)
- 선정 규모 : 연 2회(상·하반기) 총 100개사(차수별 50개사)
- 신청 방법 : 서울시 공식 누리집에서 양식 다운로드 후 네이버폼 제출

## 선정 기업
2025년 개관 당시 파미셀(플레이셀), 뷰렌코리아, 모담글로벌네이처, 에스티비인터내셔널 등이 참여 기업으로 선정되었다.<ref>서울시 뉴스, cncnews.co.kr</ref>
뷰렌코리아(Beauren Korea Co., Ltd.)는 대한민국의 기능성 화장품 기업이다. 피부과학을 기반으로 민감성 피부 및 아토피 개선 솔루션을 주력으로 하며, 자체 특허 성분과 더마코스메틱 라인을 개발·출시하고 있다.<ref>한국경제</ref>

## 개요
뷰렌코리아, ‘백만 불 수출의 탑’ 수상<ref>cosinkorea.com</ref> 대표 브랜드로는 미라클톡스(MIRACLETOX), 엔젤토(Angelto), STEMⅢ 마스크 등이 있다.

## 연혁
- 2015년: 화장품 연구개발 법인 설립
- 2017년 : 기능성 마스크팩 브랜드 미라클톡스 출시
- 2019년 : 더마코스메틱 라인 엔젤토 크림 론칭
- 2024년 : 국제 화장품 박람회(이탈리아 볼로냐) 참가 ' 퍼스널 케어&보디 케어 부분 어워드 수상
- 2025년 : 라이트 엔젤토 크림 서울시 어워드 우수상품 선정<ref>[https://www.geniepark.co.kr/news/articleView.html?idxno=54370 지니파크], 2025-07-29</ref><ref>[https://www.gukjenews.com/news/articleView.html?idxno=3341682 국제뉴스], 2025-08-21</ref>

## 주요 제품
- 미라클톡스 퍼펙션 마스크 : 피부 턴오버 촉진 및 보습 기능성 마스크팩
- 라이트 엔젤토 크림 : 아토피 특허 기술 기반 민감성 피부 케어 크림
- STEMⅢ 앰플 리페어 마스크 : 줄기세포 배양액을 활용한 피부 재생 마스크팩

## 수상 및 선정
- 서울시 어워드 우수상품 선정 (2025)
- 서울뷰티허브 선정 기업 (2025)
- 이탈리아 볼로냐 퍼스널케어 대상 수상 (2025)

## 연구 및 기술
뷰렌코리아는 아토피 피부 개선 관련 특허를 보유하고 있습니다.

## 판매
라이트 엔젤토 크림은 서울뷰티허브 선정 제품으로, 2025년 서울시 어워드에서 우수상품으로 이름을 올렸다.<sup>[1][2][3]</sup> 현재 여러 온라인 유통 채널을 통해 판매되고 있으며, eastshop.kr 등에서도 구매 가능하다.<sup>[4]</sup>

[분류:대한민국의 화장품 기업][분류:서울특별시의 기업][분류:대한민국의 브랜드]][분류:2015년 설립된 기업]
1. ↑  “Seoul Beauty Hub - The Networking and Education Hub for the Beauty Industry”. 2025년 8월 20일에 확인함.
2. ↑  “올라운더맨 : 네이버 블로그”. 2025년 8월 20일에 확인함.
3. ↑  “[장외주식4989 CEO초대석] 김중엽 뷰렌코리아 대표 "홈클리닉 제품 차별화 성공"”. 2016년 1월 27일. 2025년 8월 20일에 확인함.
4. ↑  “뷰렌코리아, ‘백만 불 수출의 탑’ 수상”. 2025년 8월 20일에 확인함.
5. ↑  “뷰렌코리아 엔젤토 크림 서울시 어워드 수상글로벌이 인정한 민감 피부 솔루션...민감성 피부 아토피 케어 특화 브랜드 인정”. 2025년 8월 20일에 확인함.